# Бінокль

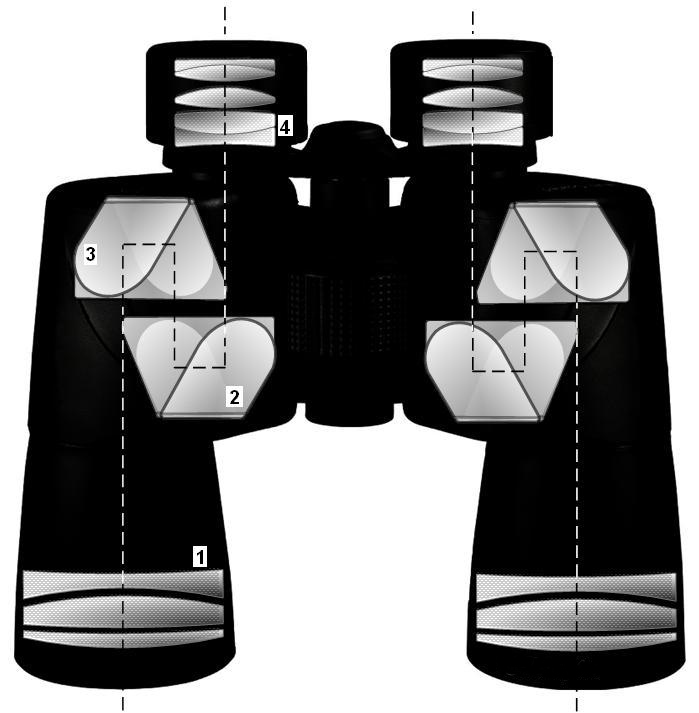
Схема бінокля.
1 — Об'єктив
2-3 — призми Порро
4 — Окуляр

Біно́кль, розм. далекови́д (лат. bini — два і лат. oculus — око) — оптичний прилад, складений з двох паралельно з'єднаних зорових труб. Застосовують його для спостереження за віддаленими предметами. Є два типи біноклів: театральний і польовий. В театральному біноклі використовуються труби Г. Галілея, в яких окуляром служить розсіювальна лінза, що дає можливість спостерігати предмети без зміни їхньої орієнтації відносно глядача. Оптичні осі окулярів і об'єктивів цих труб суміщаються з оптичними осями очей людини, тому стереоскопічність при користуванні театральним біноклем така ж, як і при спостереженні очима. Театральний бінокль тільки збільшує кут зору, що психофізично сприймається як наближення видимої картини.

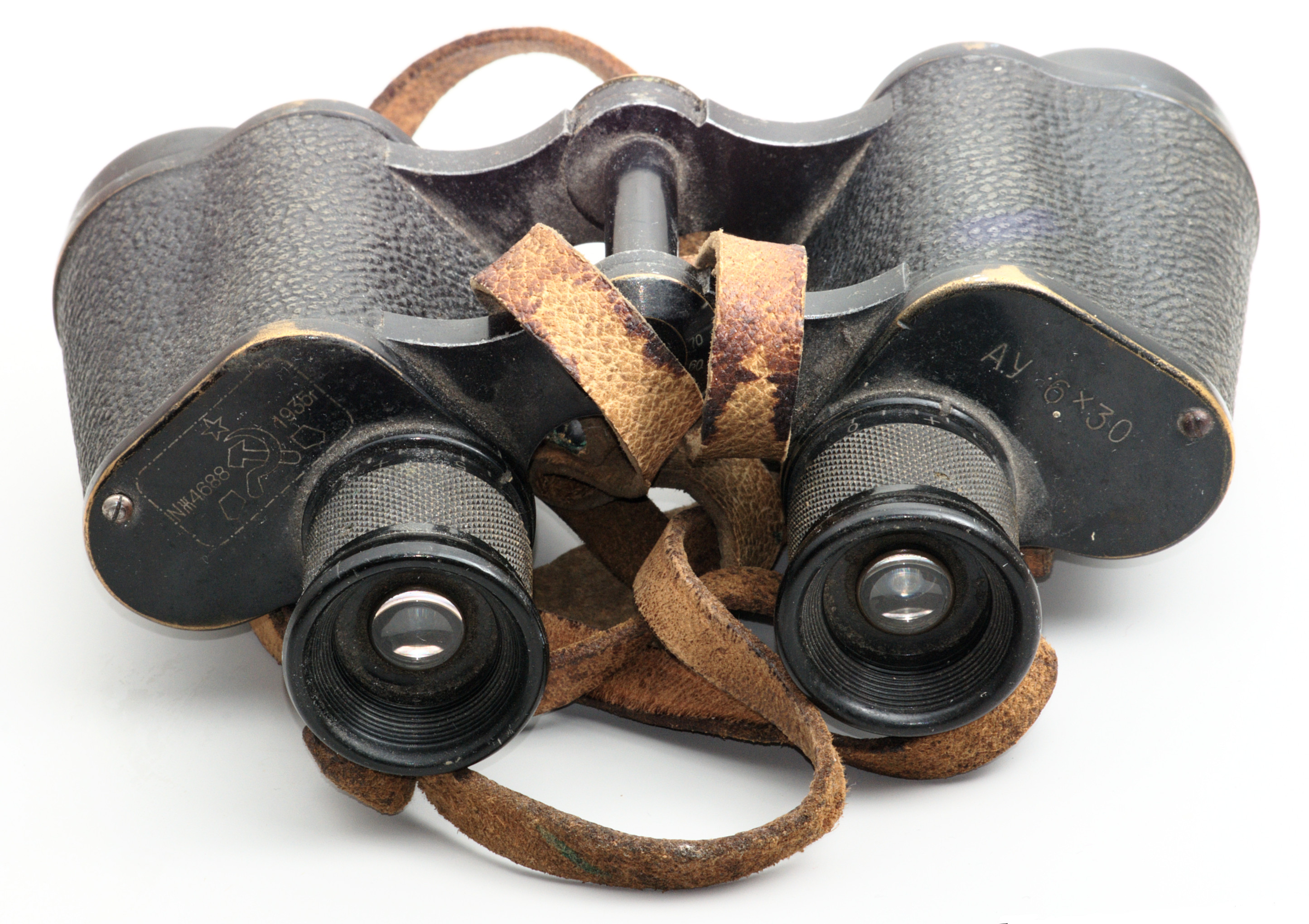
Польовий бінокль

Польовий бінокль — паралельно з'єднані дві труби Й. Кеплера; він являє собою спостережний і вимірювальний прилад, бо дає можливість робити наближені вимірювання віддалі до предметів. Для цього у фокальній площині об'єктива зорової труби Й. Кеплера перед окуляром розміщують вимірювальні шкали. Щоб зображення було пряме, в оптичну систему польового бінокля вводять дві прямокутні призми, внаслідок чого оптичні осі об'єктивів трохи зміщуються відносно оптичних осей окулярів та очей і стереоскопічність зору підвищується. Кратність (ступінь збільшення кута зору) театральних біноклів становить від 2,5 до 3×; польових — від 3 до 18×.

## Основні параметри біноклів

### Збільшення (кратність) і діаметр лінзи об'єктиву
Зазвичай ці параметри зазначаються на корпусі бінокля, наприклад 10×40.
Перша цифра (10) — це кратність, вона повідомляє нас про те, що за допомогою цього бінокля ми зможемо побачити зображення об'єкта в 10 разів більше (у кутовій мірі), ніж при спостереженні неозброєним оком.
Друга цифра (40) показує діаметр зовнішньої лінзи об'єктиву в міліметрах. Чим більше лінза, тим більшою світлосилою вона володіє, тим більше світла вона збирає і дає яскравіше зображення.

### Діаметр вихідної зіниці
Це діаметр світлового пучка бінокля, що виходить. Цей параметр важливий при спостереженнях в умовах сутінкового освітлення. Якщо діаметр вихідної зіниці буде понад 7 мм, то частина світлового потоку буде втрачена для спостерігача.

### Чинник сутінків
Це відносна величина, яка залежить від кратності бінокля і діаметра вхідної лінзи об'єктиву. При цьому якість оптики не враховується.
Чинник сутінків що розраховується шляхом множення кратності на діаметр передньої лінзи й добування квадратного кореня з результату.
При спостереженні в умовах зниженого і смеркового освітлення рекомендується бінокль з великим коефіцієнтом чинника сутінків.

### Діапазон фокусування
Іноді доводиться розглядати в бінокль об'єкти, що знаходяться в безпосередній близькості, наприклад, метелика на квітці. Для таких спостережень потрібний бінокль з мінімальною дистанцією фокусування не більше 2 метрів.

### Багатошарове прояснення
У технічних характеристиках біноклів рідко зустрічаються дані про якість оптичних елементів, хоча саме від цього залежить кінцева якість зображення:
- непросвітлена лінза відбиває 4-5 % світлового потоку;
- лінза з одношаровим проясненням — близько 1 %;
- лінза з багатошаровим (SMC) проясненням — всього 0.2 % світла.

Оскільки в конструкції бінокля використовується не один, а декілька елементів, на практиці втрати світла виявляються ще більшими. Наприклад, для бінокля, що складається з 6 непросвітлених елементів (12 поверхонь), втрати світла складатимуть приблизно 40 %, тоді як для такої ж конструкції з лінзами з smc-просвітленням — всього 2.4 %. Прояснення оптики також зводить до мінімуму внутрішні віддзеркалення, покращуючи чіткість, перенесення кольорів і контраст зображення.

### Асферичні елементи
У конструкції багатьох біноклів застосовуються також асферичні лінзи. Вони збільшують чіткість і контраст зображення, зводячи до мінімуму оптичні спотворення.

### Винесена окулярна крапка
Багато біноклів мають винесену окулярну крапку завдяки великому робочому відрізку окуляра. Це означає, що під час спостереження можна тримати бінокль на деякій відстані від очей і при цьому бачити повне зображення. У такому разі можливе носіння окулярів.

## Історія

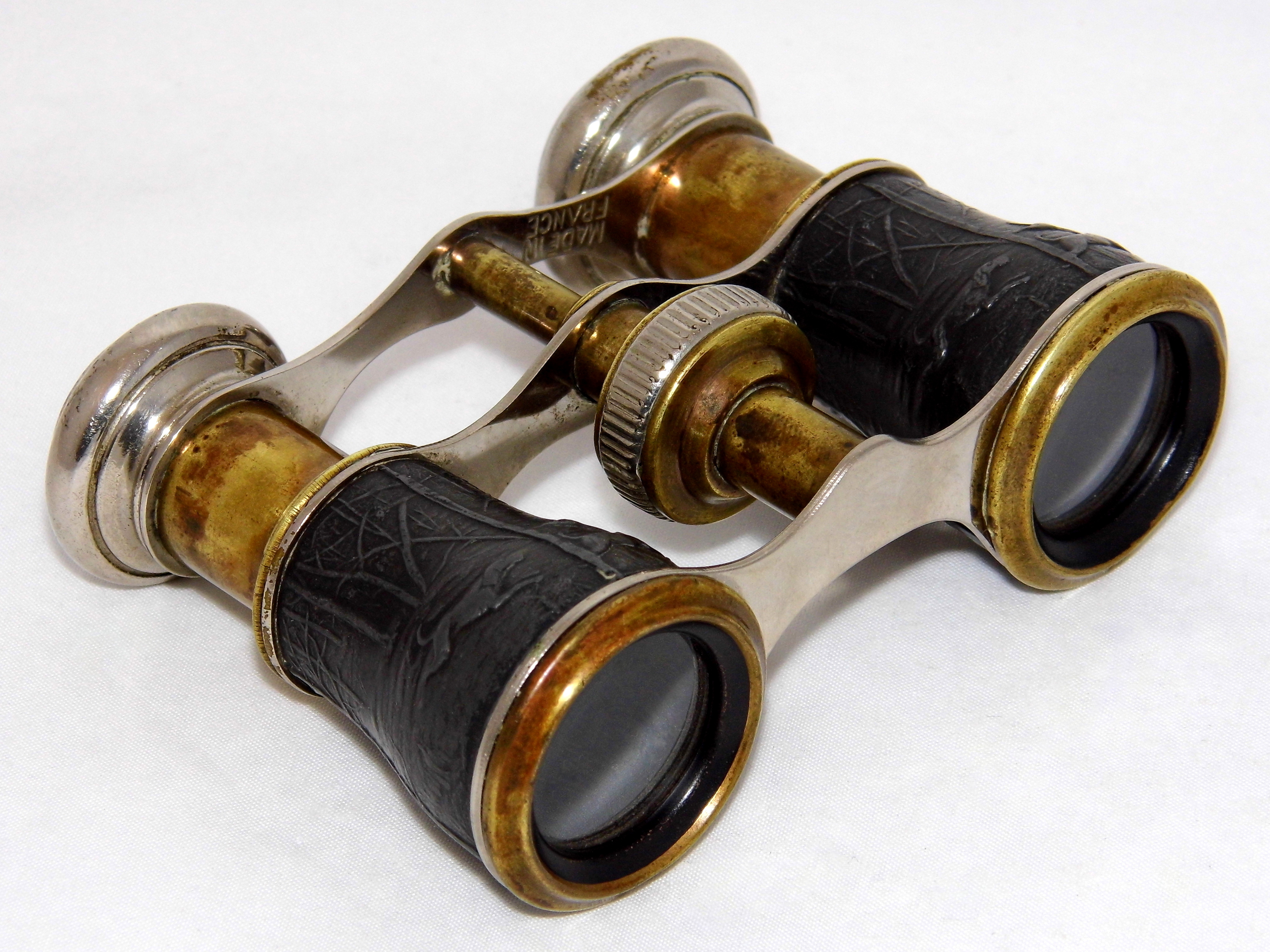
Театральний бінокль

Бажання подолати межі можливостей людського ока і бути здатним заглянути удалину виникло з моменту появи людини. Чарівність зоряного неба ще в античності стала джерелом розвитку математики і геометрії. Ці знання вже на початку нашого часу вперше були використані при створенні оптичних приладів. Астрономи Галілей в Італії і Кеплер в Австрії створили перші системи лінз для телескопів. Навіть сьогодні створення бінокулярних оптичних приладів базується на відкритті Кеплера, зроблене ним 1611 року. Бажання людини наблизитися до зірок сприяло тому, що бінокль став предметом повсякденного ужитку, який зробив реальністю старовинну мрію майже божественного перетворення видалених об'єктів в предмети поряд з нами.
Історія продовжилася 1895 року також з відкриття австрійських учених: Даніель Сваровськи створив перший електричний шліфувальний верстат для коштовних каменів і організував в Тиролі сімейне підприємство. З тієї пори ім'я Swarovski у всьому світі є синонім прозорих кристалів, технології точної обробки і вищого рівня новаторства. Відтоді минуло понад сто років і підприємства істотно розширило сфери діяльності, сьогодні воно проводить широкий спектр виробів від шліфувального інструменту, гранованих прикрас і кристалів до оптичних приладів. Ці, на перший погляд, абсолютно різні області виробництва, характеризуються єдиним для всього сімейства підприємств ноу-хау, яке відбиває постійне прагнення досягти максимально можливого рівня точності.
1935 року Вільгельм Сваровськи, син засновника фірми, у віці 17 років пристрасно захопився астрономією. Його пристрасне бажання «наблизитися до зірок», як він сам про це говорив, породило прагнення створити власний бінокль покращуваної конструкції. Використовувані вже у той час при створенні прикрас на підприємстві батька спеціальні методи виробництва скла і прояснення лінз він використовував для розробки нової технології вигладжування та виробництва призматичних систем, відповідно до якої була створена його перша модель бінокля 6×30. 1949 року, заснувавши в Тиролі, в місті Абсам, підприємство SWAROVSKI OPTIK KG, він тим самим поклав початок компанії зі світовим ім'ям. Першим серійним виробом стає бінокль Habicht 7×42, який до наших днів залишається стандартом виробництва мисливської оптики, що діє (Habicht в перекладі з німецького — яструб).
Прогрес через високу точність і за допомогою передових технологій — так можна визначити генетичний код концерну Swarovski, адже життєвий принцип засновника фірми діє на підприємстві і в наші дні. Услід за моделлю Habicht 1959 року SWAROVSKI випускає свій перший оптичний приціл. 1967 року наступила перша телескопічна зорова труба, в 1971 — перший на світовому ринку бінокль з прогумованим покриттям корпусу і 1976 року перший оптичний приціл за новою технологією Nova-Teleskop-Okular, яка виключала імовірність пошкодження ока при стрільбі з незручної позиції. 1994 року компанія SWAROVSKI OPTIK представила перший зразок телескопа. Біноклі Swarovski EL вперше у світі мали унікальний повноохопний корпус, за його розробку виробник в 1999 був відмічений премією Best of the Best Award за найкращу конструкцію десятиліття. З 2007 року випускаються оптичні приціли серії Z6 з коефіцієнтом зміни збільшення рівним 6, які мали революційне значення для галузі. Більш як 30 національних і міжнародних нагород отримано не тільки за інноваційний потенціал, точність і якість виконання, але також за амбітні дизайнерські вирішення SWAROVSKI OPTIK.